# 菲尔斯特内克
菲尔斯特内克是德国巴伐利亚州的一个市镇。总面积10.42平方公里，总人口938人，其中男性477人，女性461人（2011年12月31日），人口密度90人/平方公里。